# Centrotus leucopterus
Centrotus leucopterus är en insektsart som beskrevs av Carl Peter Thunberg 1822. Centrotus leucopterus ingår i släktet Centrotus och familjen hornstritar. Inga underarter finns listade i Catalogue of Life.